# Christopher Hitchens

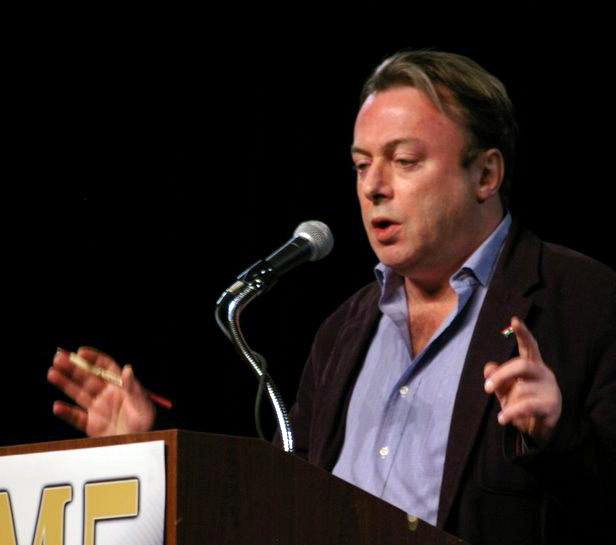
Christopher Hitchens, 2007

Christopher Eric Hitchens (* 13. April 1949 in Portsmouth, England; † 15. Dezember 2011 in Houston, Texas) war ein britisch-US-amerikanischer Autor, Journalist und Literaturkritiker.
Aufsehen erregte er unter anderem mit Publikationen über Henry Kissinger, in denen er die seiner Meinung nach aggressive, interventionistische US-Außenpolitik der 1970er Jahre massiv kritisierte und eine Strafverfolgung des ehemaligen US-Sicherheitsberaters und Außenministers als Kriegsverbrecher forderte.
Nach den Terroranschlägen vom 11. September 2001 wurde er zum Befürworter des US-amerikanischen „Kriegs gegen den Terror“ und des Irakkriegs ab 2003. Gleichzeitig kritisierte er die amerikanische Linke für eine von ihm unterstellte Weichheit gegenüber dem islamistischen Terrorismus, den er „Islamfaschismus“ nannte, woraufhin sich zahlreiche frühere Weggefährten von ihm distanzierten.
Er engagierte sich zeit seines Lebens vehement für eine säkulare Weltsicht und machte Religion für zahlreiche Missstände und Fehlentwicklungen in der heutigen Welt verantwortlich.

## Leben
Christopher Hitchens’ Vater war Offizier der Royal Navy, seine Mutter Mitglied beim Women’s Royal Naval Service. Beide trafen sich in Schottland, wo Hitchens’ Vater Kommandant des Kreuzers Jamaica war, der im Dezember 1943 am Seegefecht vor dem Nordkap beteiligt war.
Der Beruf des Vaters brachte es mit sich, dass Hitchens seine frühe Kindheit an verschiedenen Orten verbrachte, darunter auf Malta und in Rosyth in der schottischen Council Area Fife. Seine Mutter legte Wert auf eine Ausbildung, die ihrem Sohn den Zugang zur Oberschicht ermöglichen sollte. Daher besuchte er auf ihr Drängen schon früh ein Internat und schließlich die Ley School in Cambridge. 1967 schrieb er sich in das Balliol College in Oxford ein. Dort begann er sich in der politischen Linken zu engagieren, knüpfte jedoch Verbindungen zu Personen aus dem gesamten politischen Spektrum. 1970 schloss er sein Studium mit einem Bachelor in Philosophie, Politik und Wirtschaft ab und zog anschließend nach London, wo er für The Times Higher Education Supplement schrieb. Im November 1973 beging Hitchens’ Mutter zusammen mit ihrem Liebhaber Timothy Bryan, einem ehemaligen anglikanischen Priester, in Athen Selbstmord. Später arbeitete er für den New Statesman, den Daily Express und den Evening Standard. Nach einem Aufenthalt in New York zog Hitchens 1982 nach Washington, D.C. Dort schrieb er Kolumnen für die Zeitschrift The Nation. Zuletzt schrieb Hitchens für Vanity Fair und für das Online-Magazin Slate.
Anfang Juni 2010 veröffentlichte Hitchens seine Memoiren unter dem Titel Hitch-22 (deutsch: The Hitch). Der englische Originaltitel ist ein Wortspiel aus seinem Spitznamen „Hitch“ und „Catch-22“. Ende Juni 2010 wurde bei Hitchens Speiseröhrenkrebs im fortgeschrittenen Stadium diagnostiziert. Er verstarb am 15. Dezember 2011 im MD Anderson Cancer Center in Houston an einer Lungenentzündung, einer Folge seiner Krebserkrankung.

## Positionen

### Atheismus
Hitchens war ein prominenter Vertreter des Atheismus und Antitheismus. Er prägte Hitchens’ Rasiermesser, das in der Erkenntnistheorie nützlich ist.
In seinem 2007 erschienenen Buch Der Herr ist kein Hirte. Wie Religion die Welt vergiftet forderte Hitchens die Befreiung von der „geistigen Sklaverei der Religion“. Der Glaube an einen Gott oder Götter stand für ihn auf tönernen Füßen. Für ihn war die Religion unter anderem „gewaltsam, irrational, intolerant“, eine Mischung aus „Tribalismus und Bigotterie“ sowie feindselig gegen die Freiheit der Wissenschaft. Er vertrat in diesem Buch vier Hauptthesen:
- Religionen beschreiben in ihren Schöpfungsgeschichten die Ursprünge des Universums und der Menschheit nachweislich falsch.
- Sie verbinden ein besonders stark ausgeprägtes devotes Verhalten mit ebenso stark ausgeprägter Selbstbezogenheit.
- Sie sind der Grund für riskante sexuelle Unterdrückung, etwa bei der männlichen und weiblichen Genitalverstümmelung sowie beim Kondomverbot trotz AIDS.
- Sie basieren auf Wunschdenken.

Hitchens betrachtete die sich in Teilen der religiösen Rechten ausbreitende Skepsis gegenüber der darwinschen Evolutionstheorie mit Argwohn. Er richtete sich vehement gegen die Versuche der Kreationisten, ihre pseudowissenschaftlichen Thesen im Biologieunterricht der öffentlichen Schulen zu etablieren.
Während eines Vortrags in der Universität von Toronto am 15. November 2006 sagte Hitchens, man solle Religion der Lächerlichkeit preisgeben und ihr mit „Spott, Hass und Verachtung“ begegnen.
Immer wieder erregte er Aufsehen mit scharfen Angriffen gegen Personen des religiösen Lebens. So bezeichnete er die katholische Ordensschwester Mutter Teresa in einem Zeitungsartikel als „Ghul von Kalkutta“. Er warf ihr Missionierungsbestreben und eine Verherrlichung des Leids vor. So habe sie in ihren Hospitälern den Einsatz von Schmerzmitteln untersagt, weil sie der Auffassung war, die Patienten seien umso näher beim christlichen Gott, je mehr sie litten.
Hitchens vertrat auch die Ansicht, „eine der großen Leistungen Lenins“ sei die Schaffung eines „säkularen Russlands“ gewesen.

### Distanz von der Linken und Bewertung des Terrorismus
Hitchens, ein ehemaliger Trotzkist und Kolumnist der linken Zeitschrift The Nation, hatte mit seinen investigativen Recherchen lange Zeit Beifall aus dem Lager der Linken erhalten, u. a. für sein 2001 veröffentlichtes Buch über Henry Kissinger: Hitchens kritisierte den ehemaligen US-Außenminister wegen dessen Mitverantwortung für die US-Intervention in Chile, die sinnlose Ausdehnung des Vietnamkrieges und die Rolle der Vereinigten Staaten beim Völkermord in Osttimor. Jedoch begann sich Hitchens allmählich von den Positionen der Linken zu distanzieren, besonders nachdem die Fatwa gegen seinen langjährigen Freund Salman Rushdie verhängt worden war. Nach dem 11. September verstärkte Hitchens seine Kritik an der Linken und stellte sich zur Überraschung seiner früheren Mitstreiter auf die Seite der Neokonservativen.
Ein Grund für diesen Gesinnungswandel waren die Erklärungsversuche vieler Linker für den islamistischen Terrorismus. Hitchens übte scharfe Kritik an Versuchen, die Terroranschläge als Reaktion auf einen „strukturellen Imperialismus“ der Vereinigten Staaten zu deuten. Die Attentäter des 11. September seien vielmehr „Faschisten mit einem islamischen Gesicht“; dies dürfe nicht durch globalisierungskritische Formeln vergessen werden, in welchen die Täter zu Opfern stilisiert würden. Die Neue Linke habe als Ausdruck der Postmoderne einen relativistischen Charakter angenommen. The Nation verließ Hitchens im Streit, nachdem er Redakteuren und Lesern vorgeworfen hatte, den damaligen US-Justizminister John Ashcroft für eine größere Gefahr zu halten als Osama bin Laden. Allerdings betonte er immer wieder, dass sich seine Ansichten seitdem nicht wesentlich verändert hätten. Vielmehr sah er die Unterstützung des Irak-Kriegs gerade als zwingende Konsequenz aus seiner religionskritischen Haltung und seinem Bekenntnis zu einem „säkularen Humanismus“.
Im Internet-Magazin Slate erklärte Hitchens am 30. Mai 2011, das Versagen des Westens, den serbischen Verbrechen während des Bosnien-Krieges entgegenzutreten, habe die „Gemetzel“ verlängert. Selbst nach Dayton habe man Slobodan Milošević hinsichtlich des Kosovo Konzessionen angeboten, bis der Plan der ethnischen Säuberung der Albaner aus Kosovo und Mazedonien schließlich scheiterte. Hitchens verglich Ratko Mladić mit John Demjanjuk; anders als jener sei Mladić aber kein Befehlsempfänger, sondern der Organisator der Verbrechen gewesen.

### Haltung zum Irak-Krieg
Hitchens unterstützte den zweiten Irak-Krieg der Vereinigten Staaten. Er hielt ihn für gerechtfertigt, um die Werte des Säkularismus, des Feminismus und der liberalen Demokratie zu verteidigen. Er sah den Krieg als Konflikt zwischen säkularer Demokratie und „theokratischem Faschismus“ (bzw. „Faschismus mit einem islamischen Gesicht“). Deshalb wird er oft auch als „liberaler Falke“ bezeichnet. In diesem Zusammenhang ist auch seine heftige Kritik an Michael Moore und dessen Film Fahrenheit 9/11 zu sehen. Auch acht Jahre nach Kriegsbeginn behielt Hitchens seine Meinung über den Krieg bei. Dennoch warf er der Bush-Regierung eine nachlässige Führung und Instrumentalisierung des Irak-Einsatzes vor und sprach sich für eine gerichtliche Verfolgung der Verantwortlichen aus.

### Haltung zum Nahostkonflikt
Hitchens nahm im Nahostkonflikt eine pro-palästinensische Haltung ein und bezeichnete sich selbst als Antizionisten. Die Palästinenser seien historisch Opfer einer großen Ungerechtigkeit geworden. Der Zionismus habe eine rein religiöse Grundlage gehabt.

### Kritik am Mormonentum
Hitchens kritisierte die theologischen Behauptungen des Mormonentums sehr. Nach seiner Einschätzung war das Buch Mormon eine Kopie von Texten der Bibel und der Engel Moroni eine Erfindung von Joseph Smith. Insbesondere kritisierte er die Totentaufe.

## Weitere Tätigkeiten

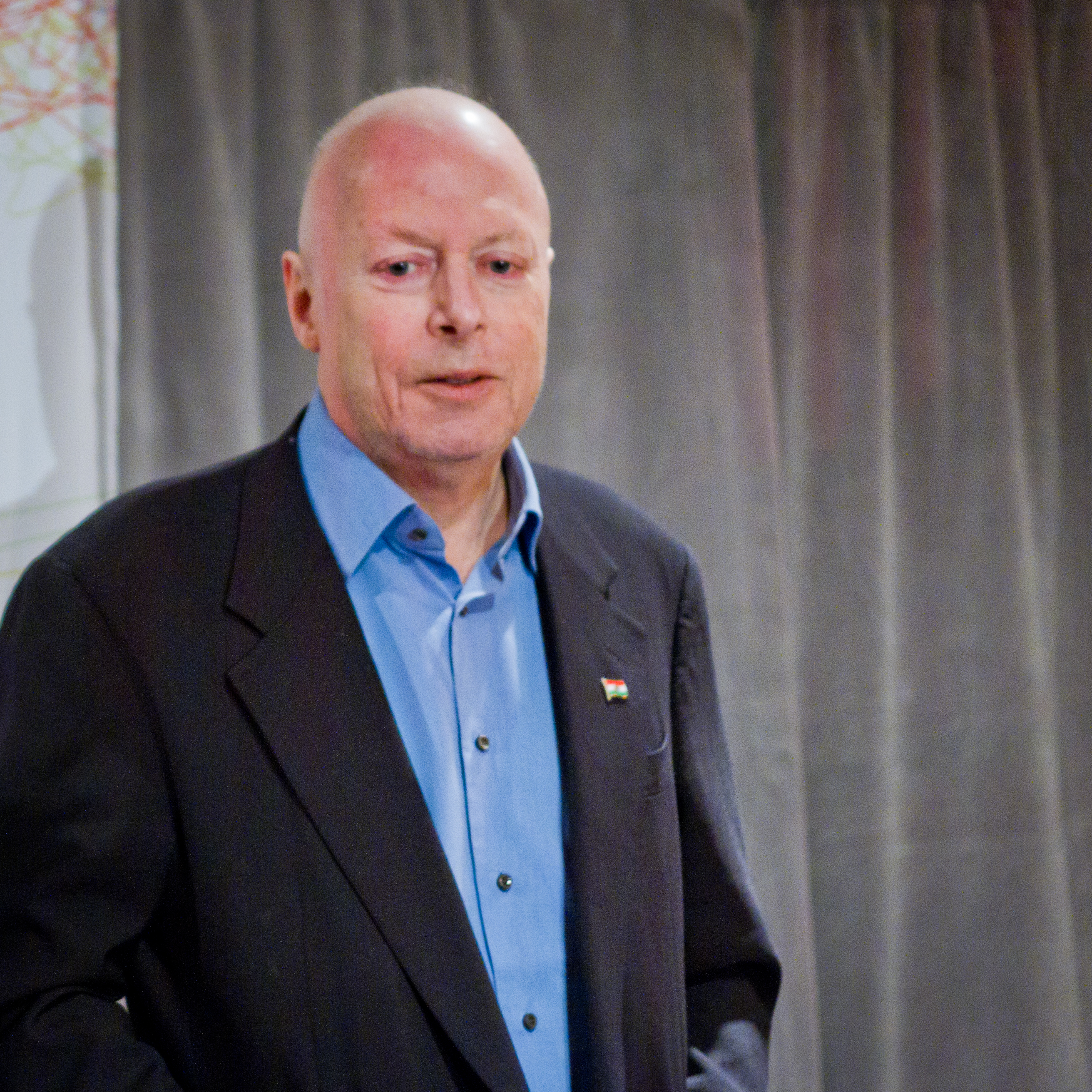
Christopher Hitchens, 2010

Hitchens trat oft in Talkshows auf und lieferte sich teilweise hitzige Debatten in Wort und Schrift mit so unterschiedlichen Vertretern des politischen Lebens wie Noam Chomsky, Charlton Heston, Norman Finkelstein, Al Sharpton, Tariq Ramadan, George Galloway, Scott Ritter und seinem jüngeren Bruder Peter Hitchens, der ebenfalls ein bekannter Publizist ist. Größere Aufmerksamkeit erlangte ein Fernsehauftritt von Hitchens in der Fernseh-Show Hannity&Colmes des konservativen Privatsenders Fox News Channel, in dem er heftig mit einem der beiden Moderatoren, Sean Hannity, aneinandergeriet. Anlass des Wortgefechts waren harte und zum Teil spöttische Kommentare von Hitchens über den am Vortag verstorbenen amerikanischen Fernsehprediger Jerry Falwell. Falwell hatte über die Terroranschläge vom 11. September 2001 gesagt, die USA hätten diese Strafe verdient und Hitchens hatte ihn als Verräter bezeichnet. Aufsehen erregte Hitchens auch mit einem Selbstversuch, bei dem er sich (als Irakkriegsbefürworter) freiwillig dem so genannten Waterboarding unterzog. Diese Verhörpraktik geißelte er im Anschluss als Folter und widersprach damit Darstellungen der Bush-Regierung. Während des Präsidentschaftswahlkampfes 2008 unterstützte er Barack Obama gegen John McCain.
Zu Hitchens’ persönlichen Freunden und Weggefährten zählten unter anderem der Neokonservative Paul Wolfowitz, der Evangelikale Larry Alex Taunton und der irakische Politiker Ahmad Tschalabi. Hitchens war auch ein Ehrenmitglied der National Secular Society, des wichtigsten Verbands der britischen Atheisten.

## Auszeichnungen
Im Jahre 2011 wurde Hitchens mit dem Richard-Dawkins-Award der Atheist Alliance International für sein Lebenswerk ausgezeichnet. Richard Dawkins hielt die Laudatio und überreichte dem schwerkranken Hitchens die Auszeichnung selbst. Postum erhielt er 2012 den Sonderpreis zum Orwell Prize.

## Werke (Auswahl)
Hitchens veröffentlichte über zwanzig Bücher als Einzelautor und weitere als Co-Autor.
Davon sind auf Deutsch erschienen:
- Die Akte Kissinger. (The Trial of Henry Kissinger.) Aus dem Englischen von Peter Torberg und Jürgen Bürger. DVA, Stuttgart 2001, ISBN 978-3-421-05177-6; Onlineversion (PDF; 302 kB) bei Harper’s Magazine.
- Widerwort: Eine Verteidigung der kritischen Vernunft. Aus dem Englischen von Joachim Kalka. DVA, München 2003, ISBN 3-421-05612-9.
- Thomas Paine. Die Rechte des Menschen. (Originalausgabe: Thomas Paine’s Rights of Man, 2006.) Aus dem Englischen von Wieland Grommes; dtv, München 2007, ISBN 978-3-423-34432-6.
- Der Herr ist kein Hirte: Wie Religion die Welt vergiftet. Blessing Verlag, München 2007, ISBN 978-3-89667-355-8.
- The Hitch: Geständnisse eines Unbeugsamen. Blessing Verlag, München 2011, ISBN 978-3-89667-414-2.
- Endlich: Mein Sterben. (Mortality.) Aus dem Englischen von Joachim Kalka. Pantheon Verlag, 2013, ISBN 978-3-570-55218-6.

Hitchens arbeitete an dem Drehbuch zum Dokumentarfilm Angeklagt: Henry Kissinger mit. Des Weiteren gibt es den Dokumentarfilm Collision über eine Reihe von Debatten mit Douglas Wilson und Hitchens über das Christentum.

## Medien
- Chris Corner, Kopf des britischen Musik-Projekts IAMX, verneigt sich auf seinem vierten Album Volatile Times (2011) in dem Lied I Salute You Christopher vor Christopher Hitchens.